# اللهبة (الحيمة الخارجية)

تعديل مصدري - تعديل

اللهبة هي إحدى قرى عزلة بني سليمان بمديرية الحيمة الخارجية التابعة لمحافظة صنعاء، بلغ تعداد سكانها 279 نسمة حسب تعداد اليمن لعام 2004.